# Alessandro Borghese - Celebrity Chef
Alessandro Borghese - Celebrity Chef è un programma televisivo italiano di cucina, in onda dal 2022 su TV8, condotto da Alessandro Borghese assieme a vari giudici.

## Il programma
Due personaggi celebri si improvvisano chef, preparando un menù degustazione, composto da tre portate, presso i ristoranti di Alessandro Borghese (a Milano e Venezia); aiutati dalla brigata del ristorante, i due concorrenti si contendono la vittoria come miglior chef della serata. A giudicare i piatti sono invece i clienti del ristorante, e i giudici del "tavolo dello Chef": Angela Frenda, giornalista del Corriere della Sera, e lo chef professionista Enrico Bartolini. Il vincitore verrà decretato dal voto dei due giurati e da quello dei commensali, tramite stelline bianche o nere a seconda del colore della casacca indossata dai vip. Dalla seconda edizione, subentra al posto di Enrico Bartolini, lo chef tristellato Riccardo Monco.
La celebrity che riceverà più stelle al termine della cena conquisterà il titolo di Celebrity Chef della serata; a chi conquista tutte e tre le stelle, oltre ad essere nominato "tristellato", viene consegnato un trofeo a tema, una stella d'oro.
La prima stagione è stata divisa in due parti: la prima è andata in onda in tarda primavera nell'access prime time sostituendo Guess My Age, la seconda in autunno ha invece occupato la fascia preserale.
Il programma viene rinnovato per una seconda stagione, in onda dal 2023; tra le altre, vi è la sfida tra gli ex volti di Rete 4 Emanuela Folliero e Patrizia Rossetti, annunciata dalla prima in un'intervista al Corriere della Sera. Questa stagione è stata divisa in tre parti: la prima e la terza sono andate in onda nella fascia preserale; la seconda parte, invece, è andata in onda in prima serata di venerdì, e in essa si aggiunge ai giudici il conduttore Costantino della Gherardesca, che alla conclusione della degustazione dei piatti, ha il compito di assegnare la speciale "Stella della Gherardesca", che non contribuisce alla proclamazione del vincitore.
A febbraio 2024 è stata annunciata la produzione della terza edizione che è andata in onda dal 25 marzo 2024, nella quale, al posto di Angela Frenda, è subentrata in qualità di giurata delle puntate preserali l'attrice e comica Marisa Laurito., mentre in quelle in prima serata vi è stata un'alternanza tra giudici. In aggiunta, lo stesso Alessandro Borghese, dalla terza edizione, riveste il doppio ruolo di conduttore e giurato. Nella terza parte, andata in onda dal 13 gennaio 2025, a fianco di Borghese, nelle puntate registrate a Venezia, ci sono la Laurito e il cuoco Moreno Cedroni, mentre in quelle registrate a Milano, vi sono la giornalista Maddalena Fossati e il cuoco Andrea Aprea.
Dalla terza edizione, il sistema di votazione ha subito una variazione, difatti, a differenza delle edizioni precedenti, ognuno dei tre giudici dispone di sei stelle (tre bianche e tre nere) per giudicare il VIP in gara assegnandogli il numero più consono alla prestazione culinaria presentata; alla fine della puntata, la celebrity con più stelle guadagnerà il titolo di Celebrity Chef.

## Cast

### Conduzione
| Conduzione          | Edizioni | Edizioni | Edizioni | Edizioni | Edizioni | Edizioni | Edizioni | Edizioni | Edizioni | Totale |
| Conduzione          | 1ª       | 1ª       | 2ª       | 2ª       | 2ª       | 3ª       | 3ª       | 3ª       | 4ª       | Totale |
| Conduzione          | 1ª pt.   | 2ª pt.   | 1ª pt.   | 2ª pt.   | 3ª pt.   | 1ª pt.   | 2ª pt.   | 3ª pt.   | 1ª pt.   | Totale |
| ------------------- | -------- | -------- | -------- | -------- | -------- | -------- | -------- | -------- | -------- | ------ |
| Alessandro Borghese |          |          |          |          |          |          |          |          |          | 9      |

### Giuria
| Giurato                      | Edizioni | Edizioni | Edizioni | Edizioni | Edizioni | Edizioni | Edizioni | Edizioni | Edizioni | Totale |
| Giurato                      | 1ª       | 1ª       | 2ª       | 2ª       | 2ª       | 3ª       | 3ª       | 3ª       | 4ª       | Totale |
| Giurato                      | 1ª pt.   | 2ª pt.   | 1ª pt.   | 2ª pt.   | 3ª pt.   | 1ª pt.   | 2ª pt.   | 3ª pt.   | 1ª pt.   | Totale |
| ---------------------------- | -------- | -------- | -------- | -------- | -------- | -------- | -------- | -------- | -------- | ------ |
| Angela Frenda                |          |          |          |          |          |          |          |          |          | 5      |
| Riccardo Monco               |          |          |          |          |          |          |          |          |          | 5      |
| Alessandro Borghese          |          |          |          |          |          |          |          |          |          | 4      |
| Enrico Bartolini             |          |          |          |          |          |          |          |          |          | 2      |
| Marisa Laurito               |          |          |          |          |          |          |          |          |          | 2      |
| Andrea Aprea                 |          |          |          |          |          |          |          |          |          | 2      |
| Maddalena Fossati            |          |          |          |          |          |          |          |          |          | 2      |
| Costantino della Gherardesca |          |          |          |          |          |          |          |          |          | 1      |
| Moreno Cedroni               |          |          |          |          |          |          |          |          |          | 1      |

## Edizioni
| Stagioni | Stagioni | Conduzione          | Messa in onda    | Messa in onda    | Episodi |
| Edizione | Parte    | Conduzione          | Inizio           | Fine             | Episodi |
| -------- | -------- | ------------------- | ---------------- | ---------------- | ------- |
| 1ª       | Prima    | Alessandro Borghese | 2 maggio 2022    | 17 giugno 2022   | 29      |
| 1ª       | Seconda  | Alessandro Borghese | 5 settembre 2022 | 17 ottobre 2022  | 31      |
| 2ª       | Prima    | Alessandro Borghese | 20 marzo 2023    | 20 aprile 2023   | 23      |
| 2ª       | Seconda  | Alessandro Borghese | 12 maggio 2023   | 2 giugno 2023    | 5       |
| 2ª       | Terza    | Alessandro Borghese | 2 ottobre 2023   | 14 novembre 2023 | 32      |
| 3ª       | Prima    | Alessandro Borghese | 25 marzo 2024    | 25 aprile 2024   | 24      |
| 3ª       | Seconda  | Alessandro Borghese | 7 maggio 2024    | 21 maggio 2024   | 4       |
| 3ª       | Terza    | Alessandro Borghese | 13 gennaio 2025  | 28 marzo 2025    | 32      |
| 4ª       | Prima    | Alessandro Borghese | 10 marzo 2025    | 1° aprile 2025   | 10      |

## Ascolti
| Edizione | Edizione      | Anno | Stagione          | Programmazione | Programmazione | Programmazione | Programmazione | Programmazione | Programmazione              | Programmazione              | Telespettatori | Share  | Première       | Première | Première | Finale         | Finale | Finale |
| Edizione | Edizione      | Anno | Stagione          | L              | M              | M              | G              | V              | S                           | D                           | Telespettatori | Share  | Telespettatori | Share    | Fonte    | Telespettatori | Share  | Fonte  |
| -------- | ------------- | ---- | ----------------- | -------------- | -------------- | -------------- | -------------- | -------------- | --------------------------- | --------------------------- | -------------- | ------ | -------------- | -------- | -------- | -------------- | ------ | ------ |
| 1ª       | Prima parte   | 2022 | primavera         |                |                |                |                |                |                             |                             | 416 000        | 2,2%   | 560 000        | 2,6%     | [ 8 ]    | 397 000        | 2,5%   | [ 9 ]  |
| 1ª       | Seconda parte | 2022 | estate-autunno    | 323 000        | 2,0%           | 236 000        | 1,7%           | [ 10 ]         | 365 000                     | 2,1%                        | [ 11 ]         |        |                |          |          |                |        |        |
| 2ª       | Prima parte   | 2023 | primavera         | 330 900        | 1,9%           | 424 000        | 2,3%           | [ 12 ]         | 341 000                     | 2,1%                        | [ 13 ]         |        |                |          |          |                |        |        |
| 2ª       | Seconda parte | 2023 | primavera         |                |                |                |                | 330 000        | 2,1%                        | 376 000                     | 2,0%           | [ 14 ] | 356 000        | 2,4%     | [ 15 ]   |                |        |        |
| 2ª       | Terza parte   | 2023 | autunno           |                |                |                |                | 403 600        | 2,4%                        | 417 000                     | 2,7%           | [ 16 ] | 408 000        | 2,3%     | [ 17 ]   |                |        |        |
| 3ª       | Prima parte   | 2024 | primavera         | 333 800        | 2,1%           | 377 000        | 2,2%           | [ 18 ]         | Dati Auditel non rilevabili | Dati Auditel non rilevabili | [ 19 ]         |        |                |          |          |                |        |        |
| 3ª       | Seconda parte | 2024 | primavera         |                |                |                |                | 265 000        | 1,4%                        | 241 000                     | 1,4%           | [ 20 ] | 294 000        | 1,5%     | [ 21 ]   |                |        |        |
| 3ª       | Terza parte   | 2025 | inverno-primavera |                |                |                |                | 443 000        | 2,1%                        | 552 000                     | 2,5%           | [ 22 ] | 377 000        | 1,9%     | [ 23 ]   |                |        |        |
| 4ª       | Prima parte   | 2025 | inverno-primavera | 414 200        | 2,0%           | 501 000        | 2,3%           | [ 24 ]         | 412 000                     | 2,0%                        | [ 25 ]         |        |                |          |          |                |        |        |